# Lampada al neon

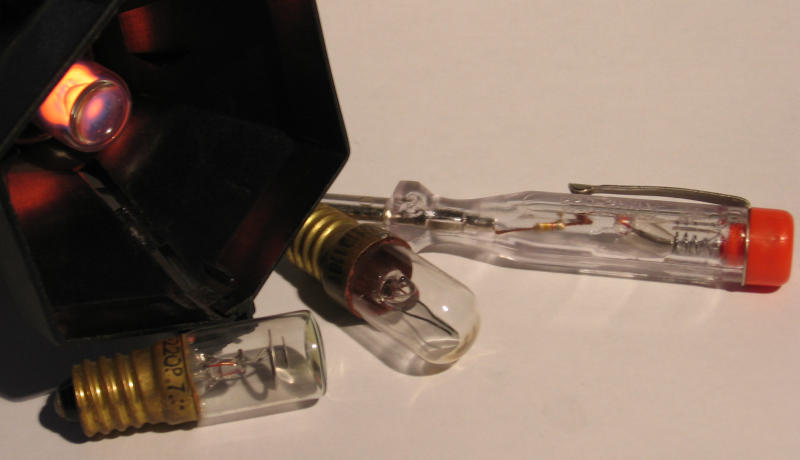
Esempi di lampade al neon

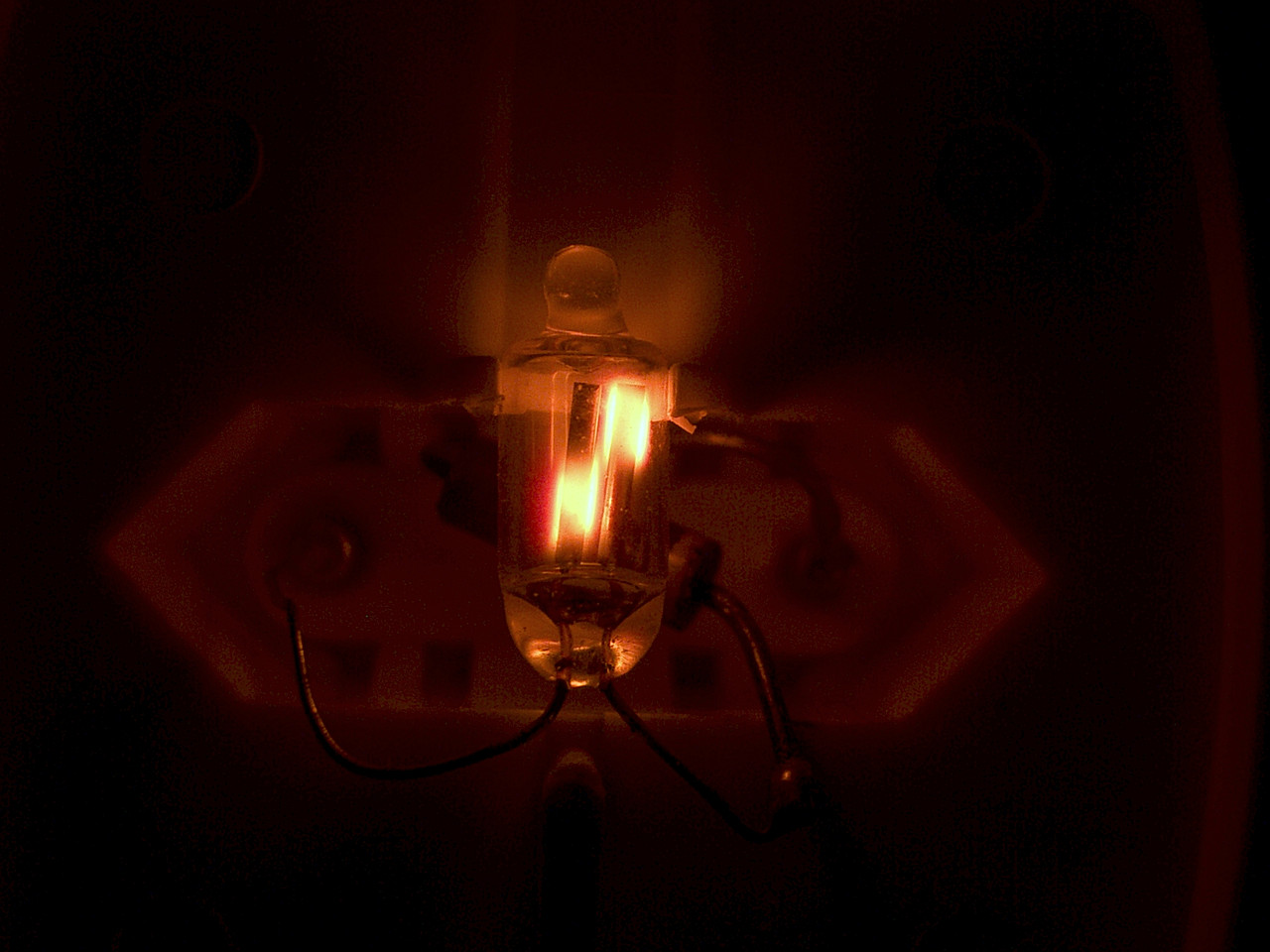
Una lampada al neon NE-2

La lampada al neon (nota anche come luce al neon o lampada GLIMM) è un tipo di lampada a scarica costituita da un bulbo di vetro trasparente contenente gas neon a bassa pressione. Fu inventata da Georges Claude e venne presentata al Grand Palais di Parigi il 9 novembre del 1909.

## Rispetto alle fluorescenti

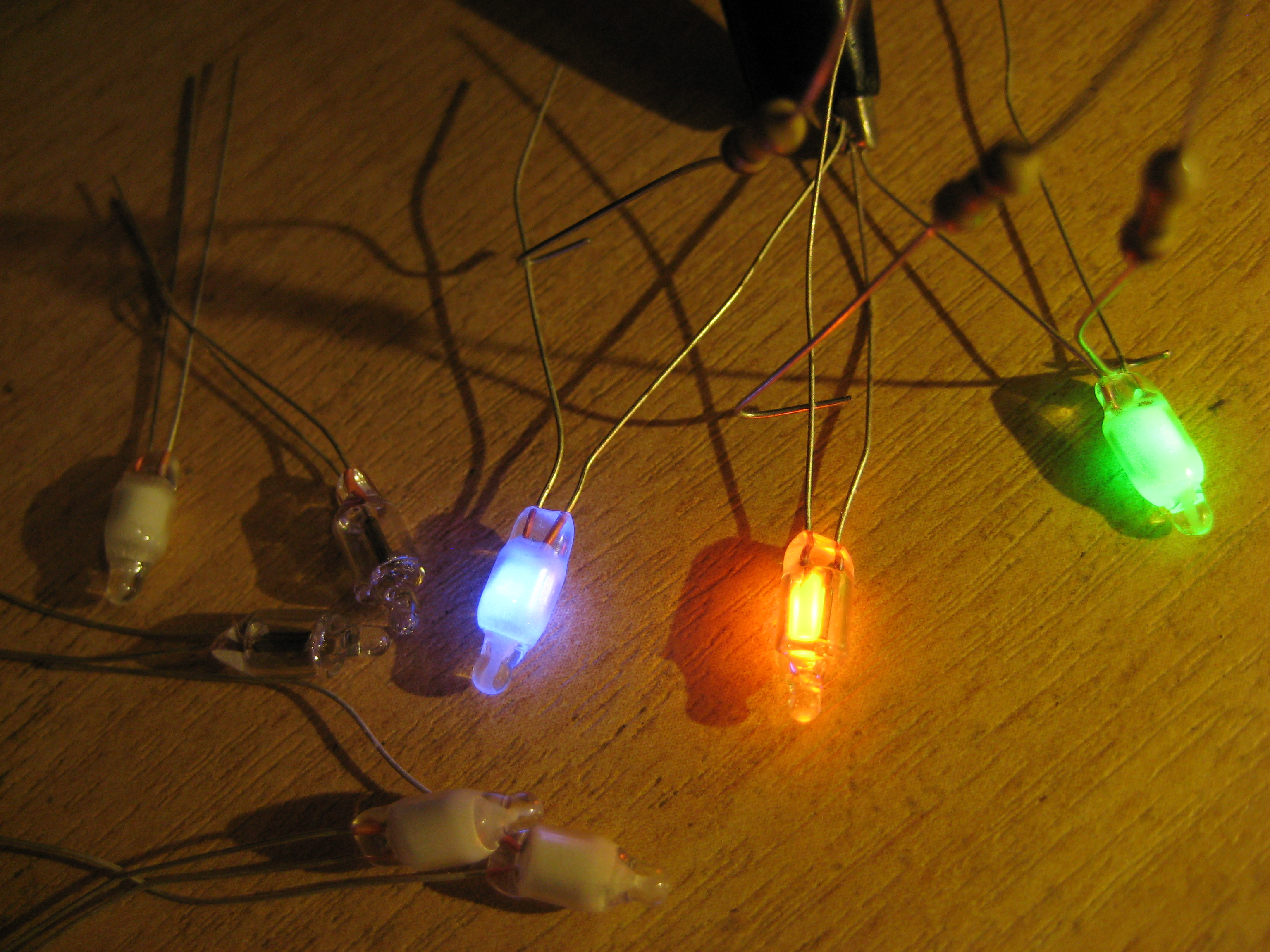
Vari tipi di lampade NE-2

Nel linguaggio comune vengono chiamate erroneamente lampade al neon le lampade fluorescenti usate per l'illuminazione di uffici e abitazioni, le quali sfruttano un meccanismo leggermente differente per produrre luce. A differenza di queste, le lampade al neon propriamente dette sono trasparenti ed emettono una luce arancione di debole intensità. Sono impiegate più per funzioni di segnalazione che di illuminazione.
In realtà, accanto alle comuni lampade al neon trasparenti esistono delle varianti opache, che emettono luce blu o verde. Esse sono basate pressappoco sullo stesso principio dei classici "tubi" fluorescenti da illuminazione: all'interno c'è una miscela di gas simile, che produce radiazioni quando si alimenta la lampadina, e l'interno è rivestito di polveri speciali che trasformano le radiazioni ad altissima frequenza in luce visibile.
Le Nixie sono delle lampade multistrato in cui un singolo catodo di forma adeguata viene alimentato.

## Uso
Piccole lampade al neon con dimensioni intorno al centimetro (indicate con la sigla NE-2 ma comunemente dette "a sperone") sono utilizzate come spie rivelatrici dove siano presenti tensioni relativamente elevate. Un caso tipico è nel cercafase. Nell'uso come spia di segnalazione, specialmente in sistemi a bassissima tensione, alla lampada al neon è attualmente preferito il LED.
In altri usi particolari si sfrutta la caratteristica di improvviso superamento di una soglia di tensione, in modo simile ai diodi Zener, per esempio nell'innesco dei TRIAC o in oscillatori a rilassamento.
Fu un socio e collaboratore di Claude, Jacques Fonseque, a intuirne l'impiego nella pubblicità. Nel 1912 vendette e installò la prima insegna luminosa commerciale a una bottega di barbiere in Boulevard Montmartre: recava la scritta "Palais Coiffeur".

## Funzionamento

Grafico della corrente rispetto alla tensione applicata ai terminali di una lampada ad arco

La lampada al neon, come tutte le lampade a scarica, richiede di essere alimentata in limitazione di corrente; per questo nei modelli di piccola potenza le si pone in serie un resistore. La tensione di innesco è circa 150 volt. Alimentando a corrente continua, si produce luce solo in prossimità dell'elettrodo negativo. Applicando corrente alternata, come per esempio nelle insegne dei locali pubblici, entrambi gli elettrodi sembrano emettere luce a causa della frequente inversione. Questa caratteristica permette di scoprire il tipo di elettricità, ed eventualmente la sua polarità.